# Liste des maires de Saskatoon
Le maire de Saskatoon est le chef de l'exécutif de la ville de Saskatoon en Saskatchewan au Canada.

## Histoire
La fonction est créée en juillet 1903 lorsque Saskatoon reçoit sa charte municipale. En 1906, les hameaux de Riversdale et de Nutana sont fusionnés à la ville de Saskatoon. Jusqu'en 1954, le maire est élu sur une base annuelle. En 1954 et 1970, le mandat est haussé à 2 ans. Le mandat est par la suite augmenté à 3 ans avant d'être de 4 ans depuis 2012.
De 1920 à 1926 et de 1938 à 1942, le maire est élu selon le principe de vote à second tour instantané. Toutes les autres élection sont disputées selon le principe de scrutin uninominal majoritaire à un tour.
Jusqu'en 1976, le maire et les conseillers sont assermentés lors de la première séance de l'année afin de mesuré les termes en fonction du calendrier. Depuis 1976, l'assermentation se déroule lors de la première séance suivant l'élection.

## Liste des maires
| #    | Maire                       | Début | Fin  |
| ---- | --------------------------- | ----- | ---- |
|      | Ville de Saskatoon          |       |      |
| 1    | James Robert Wilson         | 1903  | 1904 |
| 2    | Malcolm Isbister            | 1905  | 1905 |
|      | Cité de Saskatoon           |       |      |
| 3    | James Clinkskill            | 1906  | 1906 |
| (1)  | James Robert Wilson         | 1907  | 1908 |
| 4    | William Hopkins             | 1909  | 1910 |
| (3)  | James Clinkskill            | 1911  | 1912 |
| 5    | Frederick E. Harrison       | 1913  | 1915 |
| 6    | Alexander MacGillvray Young | 1916  | 1918 |
| 7    | Frank MacMillan             | 1919  | 1919 |
| (6)  | Alexander MacGillvray Young | 1920  | 1921 |
| 8    | Howard McConnell            | 1922  | 1923 |
| 9    | William Harvey Clare        | 1924  | 1925 |
| 10   | Russell Wilson              | 1926  | 1926 |
| 11   | George Wesley Norman        | 1927  | 1929 |
| 12   | John W. Hair                | 1930  | 1931 |
| 13   | Joseph Edwin Underwood      | 1932  | 1932 |
| 14   | John Sproule Mills          | 1933  | 1934 |
| 15   | Robert Mitford Pinder       | 1935  | 1938 |
| 16   | Carl Niderost               | 1939  | 1940 |
| 17   | S. N. MacEachern            | 1941  | 1943 |
| 18   | Angus W. MacPherson         | 1944  | 1948 |
| (14) | John Sproule Mills          | 1949  | 1953 |
| 19   | J. D. McAskill              | 1954  | 1957 |
| 20   | Sidney Buckwold             | 1958  | 1963 |
| 21   | Percy C. Klaehn             | 1964  | 1964 |
| 22   | E. J. Cole                  | 1965  | 1966 |
| (20) | Sidney Buckwold             | 1967  | 1971 |
| 23   | Bert Sears                  | 1972  | 1976 |
| 24   | Cliff E. Wright             | 1976  | 1988 |
| 25   | Henry Dayday                | 1988  | 2000 |
| 26   | Jim Maddin                  | 2000  | 2003 |
| 27   | Donald J. Atchison          | 2003  | 2016 |
| 28   | Charlie Clark               | 2016  | –    |